# 堆積地質学会
堆積地質学会（たいせきちしつがっかい、英語：Society for Sedimentary Geology、略称：SEPM - 以前の名称であるSociety of Economic Paleontologists and Mineralogists「応用古生物、鉱物学会」による）は、地質学の国際学会である。本部はアメリカ合衆国オクラホマ州タルサにある。
堆積学、層序学、古生物学、環境科学、海洋地質学、水文地質学、そしてそれらの関連分野の研究を扱う。2つの学術誌、Journal of Sedimentary Research (JSR) と PALAIOS を発刊している。

## 賞
毎年、堆積地質学の各分野に貢献した人物に各賞を授賞している。会員によって受賞者は選ばれるが、受賞者は会員に限られてはいない。各賞は優れた地質学者の名がつけられている。
- ウィリアム・H・ツウェンホーフェル・メダル (William H. Twenhofel Medal) - 学会最高の賞で堆積地質学の顕著な業績をあげた人物に送られる。
- レイモンド・C・ムーア・メダル (Raymond C. Moore Medal) - 古生物学への貢献に対して贈られる。
- フランシス・P・シェパード・メダル (Francis P. Shepard Medal) - 海洋地質学の貢献に対して贈られる。
- フランシス・J・ペティジョン・メダル (Francis J. Pettijohn Medal) - 堆積学の貢献に対して贈られる。